# 海斯 (路易斯安那州)
海斯（英語：Hayes）是位於美國路易斯安那州卡爾克蘇堂區的一個普查規定居民點。

## 人口
根據2020年美國人口普查的數據，海斯的面積為7.31平方千米，當中陸地面積為7.20平方千米，而水域面積為0.11平方千米。當地共有人口676人，而人口密度為每平方千米92.48人。